# Acolon
Pour l’article ayant un titre homophone, voir Accolon.
L' acolon  est un cépage de cuve de raisins noirs.

## Origine et répartition géographique
Le cépage est une obtention de l'institut Staatliche Lehr- und Versuchsanstalt für Wein- und Obstbau Weinsberg à Weinsberg. L'origine génétique est vérifiée et c'est un croisement des cépages Blaufränkisch x Dornfelder réalisé en 1971. Le cépage est autorisé dans de nombreux Länder en Allemagne.
En Allemagne, la culture de l'acolon est en progression passant de 47 ha en 2000 à 78 ha en 2001 et 428 ha en 2006.
En Belgique, L'Acolon avec AOC "Côtes de Sambre et Meuse" fut introduit en 2005. 
L'acolon a servi de géniteur de cépages.

## Aptitudes culturales
La maturité est de première époque hâtive : de 5 à 7 jours avant le chasselas.

## Potentiel technologique
Les grappes  sont moyennes et les baies sont de taille moyenne. La grappe est lâche. Le cépage est vigoureux et fertile. Il est assez résistant à la pourriture grise ce qui permet de le laisser murir dans les climats septentrionaux.
Le cépage Acolon, à raisins noirs donne un vin distingué, à robe rouge foncé, aux arômes 
épicés et équilibrés avec de subtils tannins.
On y retrouve des fruits rouges et noirs, tels les framboises, les groseilles, les mûres sauvages et les prunes. Son vieillissement en barrique de chêne lui donne des accents de poivre, de paprika, d'eucalyptus, de vanille et de boisé. 
À servir à 18 °C en accompagnement de gibiers, de fromages forts, de fromages fondus, de 
viandes fumées, de salaisons ainsi qu’avec du chocolat noir.
Il sert également de vin pour assemblage.

## Synonymes
L'acolon est connu sous le sigle de We 71-816-102.